# Mary Al-Atrash
Mary Al-Atrash (arab. ‏مري•الأطرش‎; ur. 27 czerwca 1994 w Betlejem) – palestyńska pływaczka specjalizująca się w stylu dowolnym, olimpijka.
Reprezentowała Palestynę w pływaniu 50 m stylem dowolnym na Letnich Igrzyskach Olimpijskich 2016, które odbyły się w Rio de Janeiro, zajmując 62. miejsce. Jednocześnie odpadła w fazie eliminacji.
Podczas igrzysk olimpijskich w Rio de Janeiro była również chorążym palestyńskiej reprezentacji.